# Brachycarenus tigrinus
Brachycarenus tigrinus är en insektsart som först beskrevs av Friedrich von Schilling 1829.  Brachycarenus tigrinus ingår i släktet Brachycarenus, och familjen smalkantskinnbaggar. Enligt den finländska rödlistan är arten nära hotad i Finland. Arten är reproducerande i Sverige. Artens livsmiljö är ruderatmarker, vägrenar och banvallar.